# Otholobium
Otholobium là một chi rau đậu thuộc họ Fabaceae. 
Nó gồm các loài:
- Otholobium holosericeum
- Otholobium glandulosum